# 哈罗德·罗森
哈罗德·G·“哈尔”·罗森（Harold G. "Hal" Rosson；1895年4月6日—1988年9月6日）是一位美国电影摄影师，活跃于早期和古典好莱坞电影中，著名作品包括《绿野仙踪》（1939年）和《萬花嬉春》（1952年），1936年获奥斯卡荣誉奖。

## 生平
罗森出生于纽约市的一个电影世家，哥哥亚瑟、理查德是成功的导演，妹妹海伦是一位演员。
他于1908年成为维塔格拉夫制片厂的演员，开始了电影生涯，1914年12月搬到加利福尼亚州加入大都会影业，第一次世界大战曾在美国陆军服役。复员后继续从事电影拍摄，1930年代与米高梅签约，拍摄了米高梅的一系列卖座电影，如《绿野仙踪》《锦城春色》和《萬花嬉春》。他在好莱坞工作了很长时间，直到1958年才退休，之后还为《龍虎盟》短暂复出。
1988年9月6日，罗森在佛罗里达州棕榈滩的家中去世，安葬在好莱坞永恒公墓。

## 个人生活
罗森结过三次婚，但都以离婚告终，没有子嗣。第一位妻子是演员尼娜·拜伦（1924年到1926年）。1933年9月17日，他和多次合作过的珍·哈露在亚利桑那州尤马结婚。1934年5月，两人分居，哈露之后指责罗森性格粗鲁、阴沉而易怒，1935年3月离婚。
1936年10月11日，罗森在比佛利山庄与社交名媛伊冯娜·克里林（Yvonne Crellin）结婚，1945年6月离婚。

## 奖项和提名
哈罗德·罗森获得五项奥斯卡提名：《绿野仙踪》（1939）、《繁荣小镇》（1940）、《东京上空三十秒》（1944）、 《夜阑人未静》（1950）、《坏种》（1956）。
1936年，罗森和同事W·霍华德·格林凭《乐园思凡》获奥斯卡荣誉奖。